# Premios MTV Russian Music
Los MTV Russian Music Awards fueron una entrega de premios realizada anualmente desde 2004 por la cadena internacional de televisión MTV, por medio de su subsidiaria continental MTV Rusia. Los premios honran a lo mejor de la música rusa e internacional, y son elegido por los televidentes.

## Ciudades Anfitrionas
| Edición | Año  | Lugar                       | Ciudad Anfitriona | Presentador                   | Apariciones Especiales            |
| ------- | ---- | --------------------------- | ----------------- | ----------------------------- | --------------------------------- |
| 1º      | 2004 | Palacio Estatal del Kremlin | Moscú             | Konstantin Khabensky          | Queen, The Rasmus, Darren Hayes   |
| 2º      | 2005 | Plaza Roja                  | Moscú             | Shnur y Anna Azarova          | Korn, The 69 Eyes, Kelly Osbourne |
| 3º      | 2006 | Ice Palace                  | San Petersburgo   | Seryoga                       | Missy Elliott                     |
| 4º      | 2007 | Ice Palace Khodynka         | Moscú             | Pavel Volya y Anna Semenovich | Avril Lavigne                     |
| 5º      | 2008 | Luzhniki Palace of Sports   | Moscú             | Dima Bilán y Sergey Lazarev   | Jay Sean                          |

## Ganadores

### 2004
- Video del Año: Zveri - Vsye, chto kasaetsya
- Mejor Acto Feminino: Valeria - Chasiki
- Mejor Acto Masculino: Dolphin - Vesna
- Mejor Grupo: Zveri - Vsye, chto kasaetsya
- Revelación del Año: Umaturman - Praskovya
- Mejor Canción: VIA GRA & Valeri Meladze - Prityazhenya bolshe net
- Mejor Acto Internacional: The Rasmus - In The Shadows
- Mejor Acto Pop: Smash!! - Freeway
- Mejor Acto Rock: Kipelov - Ya svoboden
- Mejor Acto Hip-Hop/Rap: Kasta - Revnost
- Mejor Acto Dance: Nike Borzov & Gosti iz buduschego - Metkaya Loshadka
- Artista del Año: Zveri - Vsye, chto kasaetsya

### 2005
- Video del Año: Zemphira - Blues
- Mejor Acto Feminno: Zhasmin - Oh, How I Need You
- Mejor Acto Masculino: Dima Bilán - If You Want To Stay
- Mejor Grupo: Diskoteka Avariya - Vsye, chto kasaetsya
- Revelación del Año: Masskva - SMS Love
- Mejor Canción: Valeria & Stas Piekha - So Sad You Are
- Mejor Acto Internacional: Black Eyed Peas - Don't Phunk With My Heart
- Mejor Acto Pop: Korni - Happy New Year, Folks
- Mejor Acto Rock: Zveri - Strong Booze
- Mejor Acto Rap: Seryoga - King Ring
- Mejor Acto Dance: Vengerov & Fedoroff - Gentlemen Of Luck
- Mejor Ringtone: Seryoga - King Ring
- Artista del Año: Dima Bilán - On The Heaven's Shore

### 2006
- Video del Año: t.A.T.u - All About Us
- Mejor Cantante Femenina: Yulia Savicheva
- Mejor Cantante Masculino: Serguey Lazarev
- Mejor Grupo: Zveri
- Mejor Debut: Gorod 312
- Mejor composición: Dima Bilán - Never Let You Go
- Mejor Artista Internacional: Black Eyed Peas
- Mejor Proyecto Pop: VIA GRA
- Mejor Proyecto de Rock: Tokio
- Mejor Proyecto de Hip-Hop, Rap o R&B: Lugalaiz
- Mejor Ringtone: A-Studio - Улетаю
- Artista del Año: Dima Bilán

### 2007
- Video del Año: Splean - Скажи, что я ее люблю
- Mejor Cantante Femenina: MakSum
- Mejor Cantante Masculino: Dima Bilán
- Mejor Grupo: A-Studio
- Mejor Debut: Serebró
- Mejor composición: Dima Bilán - Nevozmozhnoye vozmozhno
- Mejor Artista Internacional: Avril Lavigne
- Mejor Proyecto Pop: MakSum
- Mejor Proyecto de Rock: Bi-2
- Mejor Proyecto de Hip-Hop, Rap o R&B: Бьянка
- Mejor Realtone: Dj Slon y Ангел-А - А ты меня любишь? Ага!
- Artista del Año: Dima Bilán